# Бюро американской этнологии
Бюро американской этнологии (англ. Bureau of American Ethnology, сокр. BAE) — федеральное агентство США.

## История

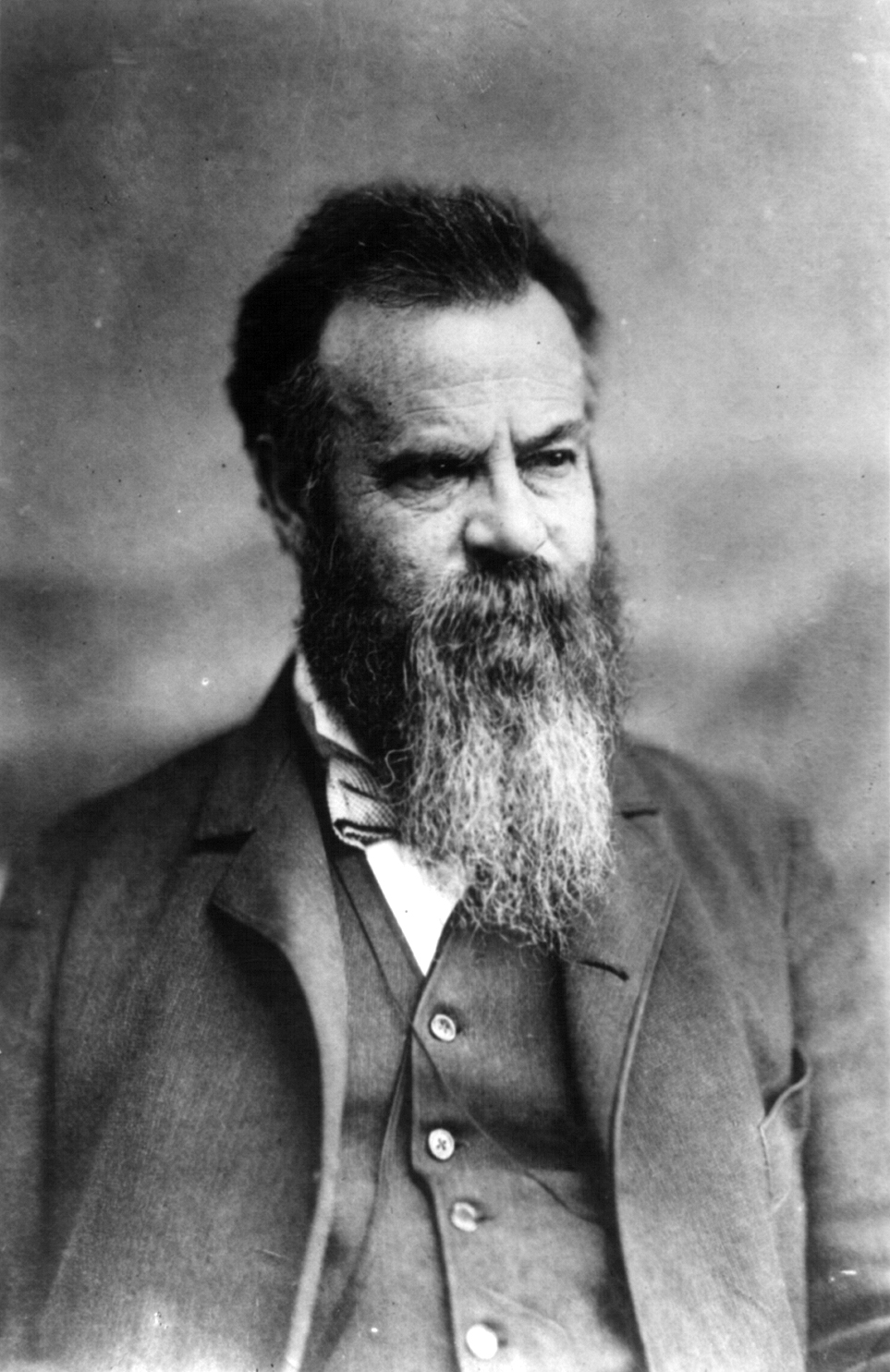
Джон Уэсли Пауэлл, американский геолог и первый директор Бюро американской этнологии

Учреждено законом Конгресса США в 1879 году с целью передачи архивов, записей и материалов, относящихся к индейскому населению США, из ведения Министерства внутренних дел США в ведение Смитсоновского института. Тем не менее, с самого начала основатель и директор бюро, Джон Уэсли Пауэлл, продвигал более широкую миссию Бюро: «организовать антропологические исследования в Америке». Под руководством Пауэлла Бюро начало не только проводить широкомасштабные этнографические и археологические исследования, но и организовывать выставки, собирать антропологические образцы для Национального музея США. Помимо того, Бюро стало официальным хранилищем документов, касающихся индейцев, собранных геологическими экспедициями. В бюро собрана большая библиотека, архив, коллекция фотографий (включая таких, как Эдвард Кёртис).
В 1965 году бюро объединено с департаментом антропологии Смитсоновского института с образованием Смитсоновского управления антропологии (Smithsonian Office of Anthropology) в рамках Национального музея США (ныне — Национальный музей естественной истории (Вашингтон)). В 1968 году архивы Управления реорганизованы в Национальные антропологические архивы.
Сотрудниками Бюро были многие видные археологи и антропологи США, среди которых — Фрэнк Кашинг, Джесси Уолтер Фьюкс, Алиса Каннингем Флетчер, Джон Пибоди Харрингтон, Уильям Стёртевант, а его гранты получали Франц Боас, Френсис Денсмор, Гаррик Моллери, Уошингтон Мэтьюз, Пол Радин, Сайрус Томас и Томас Уотермен (англ.).
Одной из заслуг Бюро является доказательство того, что строители многочисленных курганов в США были именно индейцами, а не какими-либо иными народами (викингами, народами из Книги Мормона и др., как считали многие ещё в середине XIX века). Окончательную точку в споре поставил объёмный труд по обзору курганов, который опубликовал Сайрус Томас в 1894 году.